# Dendrobates truncatus
Dendrobates truncatus — вид земноводних роду дереволаз родини дереволазових. Отруйна амфібія.
Живе в тропічних лісах Колумбії, широко розповсюджений на західному схилі східних Анд та на східному схилі центральних Анд, на висотах від 350 до 1200 м над рівнем моря.
В минулому цей вид був популярний у торговців екзотичними тваринами. Домогтися розмноження в неволі дуже складно.